# Chladni (cráter)

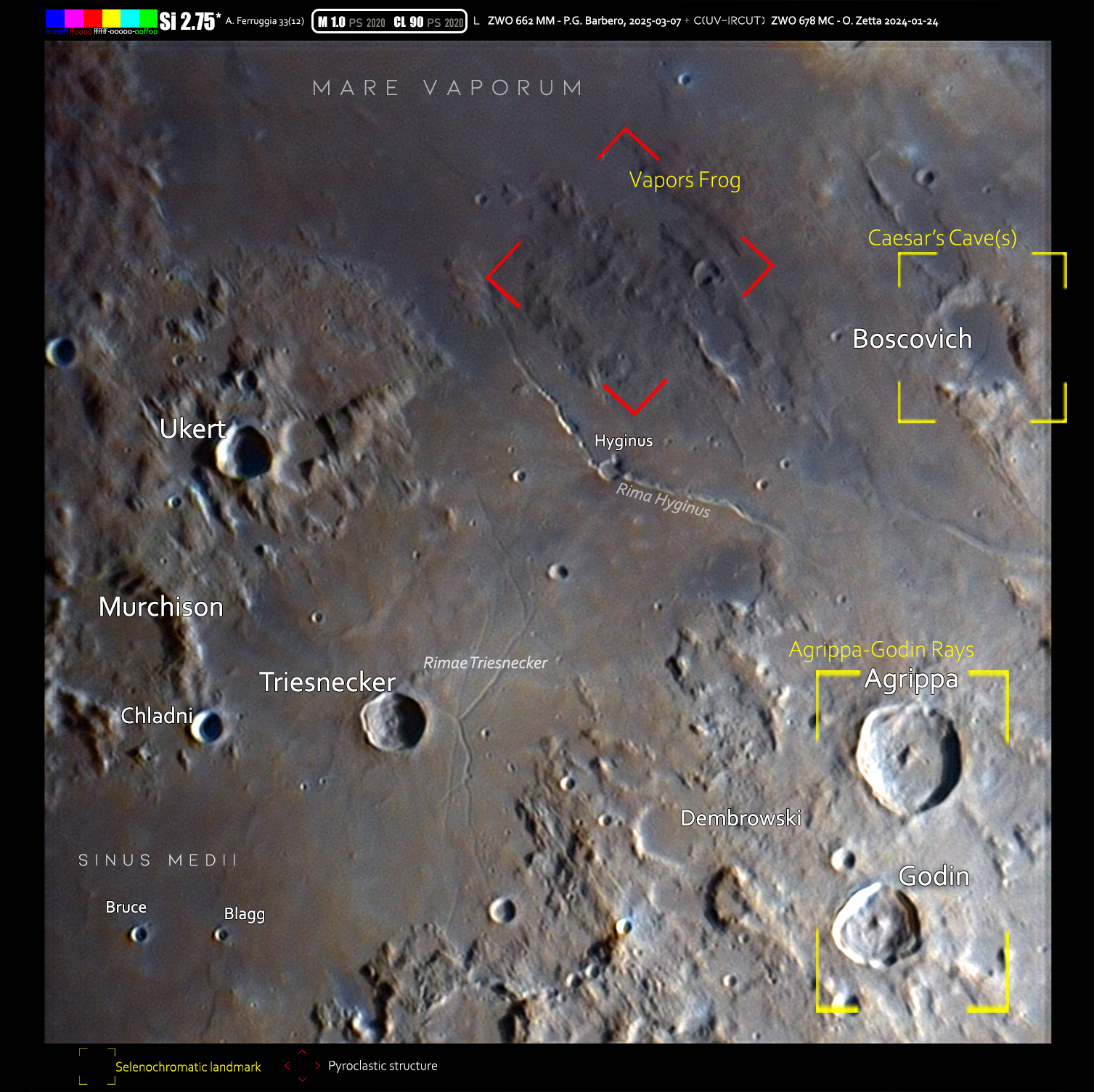
Área del cràter en formato selenocromático

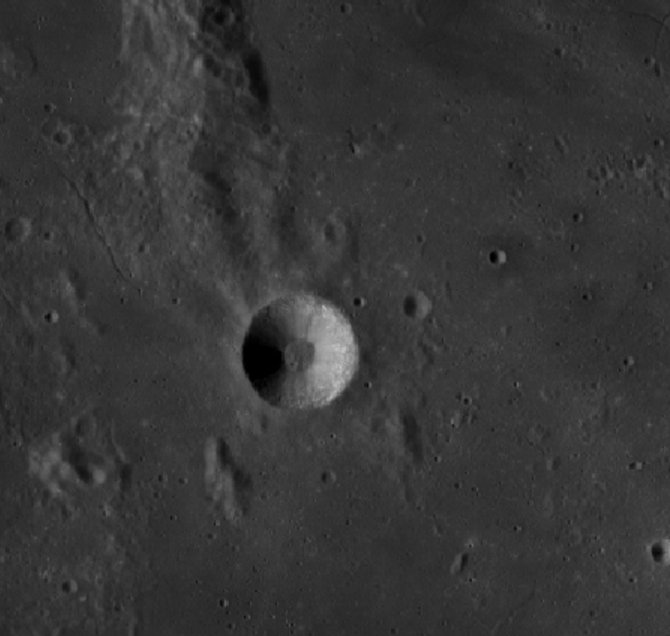
Fotografía de la misión
Lunar Reconnaissance Orbiter

Chladni es un pequeño cráter de impacto que se encuentra cerca del borde noroeste del Sinus Medii, en la parte central de la Luna. El cráter debe su nombre al físico y músico alemán Ernst Chladni, que en 1794 escribió el primer libro sobre meteoritos. El borde del cráter es más o menos circular, y hay una pequeña plataforma en el centro, donde las paredes internas inclinadas rodean el punto medio. Presenta un albedo más alto que el terreno circundante. Está conectado por una cresta baja hasta el borde del cráter Murchison, que se encuentra al noroeste. Al este de Chladni aparece el cráter Triesnecker, mucho más grande.
|  |